# Championnat d'Europe féminin de volley-ball 1997
Navigation
Pays-Bas 1995 Italie 1999
Le 20e championnat d'Europe féminin de volley-ball a eu lieu à Brno, en République tchèque, du 27 septembre au 5 octobre 1997.

## Équipes présentes
| - Tchéquie (Organisateur) - Pays-Bas (Vainqueur du Championnat d'Europe 1995) - Croatie (2e au Championnat d'Europe 1995) - Russie (3e au Championnat d'Europe 1995) - Allemagne (4e au Championnat d'Europe 1995) - Bulgarie (1er Poule A TQCE) | - Italie (1er Poule B TQCE) - Ukraine (1er Poule C TQCE) - Biélorussie (1er Poule D TQCE) - Pologne (1er Poule E TQCE) - Roumanie (1er Poule de barrage TQCE) - Lettonie (2e Poule de barrage TQCE) |

## Tour préliminaire

### Composition des groupes
| Poule A                                                           | Poule B                                                        |
| ----------------------------------------------------------------- | -------------------------------------------------------------- |
| Site : Zlín Biélorussie Bulgarie Lettonie Pays-Bas Pologne Russie | Site : Brno Allemagne Croatie Italie Roumanie Tchéquie Ukraine |

### Poule A
| No | Équipe      | Points | Matches | Matches | Matches | Sets | Sets   | Sets  | Points | Points | Points |
| No | Équipe      | Points | joués   | gagnés  | perdus  | pour | contre | Ratio | pour   | contre | Ratio  |
| -- | ----------- | ------ | ------- | ------- | ------- | ---- | ------ | ----- | ------ | ------ | ------ |
| 1  | Russie      | 10     | 5       | 5       | 0       | 15   | 2      | 7.500 | 237    | 110    | 2.155  |
| 2  | Bulgarie    | 8      | 5       | 3       | 2       | 11   | 6      | 1.833 | 202    | 163    | 1.239  |
| 3  | Pologne     | 8      | 5       | 3       | 2       | 10   | 7      | 1.429 | 200    | 185    | 1.081  |
| 4  | Lettonie    | 7      | 5       | 2       | 3       | 6    | 11     | 0.545 | 174    | 229    | 0.760  |
| 5  | Pays-Bas    | 6      | 5       | 1       | 4       | 6    | 12     | 0.500 | 192    | 235    | 0.817  |
| 6  | Biélorussie | 6      | 5       | 1       | 4       | 4    | 14     | 0.286 | 174    | 257    | 0.677  |

### Poule B
| No | Équipe    | Points | Matches | Matches | Matches | Sets | Sets   | Sets   | Points | Points | Points |
| No | Équipe    | Points | joués   | gagnés  | perdus  | pour | contre | Ratio  | pour   | contre | Ratio  |
| -- | --------- | ------ | ------- | ------- | ------- | ---- | ------ | ------ | ------ | ------ | ------ |
| 1  | Croatie   | 10     | 5       | 5       | 0       | 15   | 1      | 15.000 | 240    | 139    | 1.727  |
| 2  | Tchéquie  | 8      | 5       | 3       | 2       | 10   | 6      | 1.667  | 208    | 174    | 1.195  |
| 3  | Italie    | 8      | 5       | 3       | 2       | 10   | 7      | 1.429  | 221    | 209    | 1.057  |
| 4  | Ukraine   | 7      | 5       | 2       | 3       | 6    | 10     | 0.600  | 187    | 221    | 0.846  |
| 5  | Allemagne | 6      | 5       | 1       | 4       | 4    | 12     | 0.333  | 174    | 227    | 0.767  |
| 6  | Roumanie  | 6      | 5       | 1       | 4       | 3    | 12     | 0.250  | 156    | 216    | 0.722  |

## Phase finale

### Demi-finales 5-8
| 4 octobre | Pologne | 3 | - | 0 | Ukraine  | (15-8 15-10 15-13) |
| 4 octobre | Italie  | 3 | - | 0 | Lettonie | (15-9 15-4 15-12)  |

### Demi-finales 1-4
| 4 octobre | Russie  | 3 | - | 0 | Tchécoslovaquie | (15-4 15-2 15-1)         |
| 4 octobre | Croatie | 3 | - | 1 | Bulgarie        | (15-2 10-15 15-12 15-12) |

## Finales

### Places 7-8
| 5 octobre | Ukraine | 3 | - | 1 | Lettonie | (13-15 15-5 15-9 15-7) |

### Places 5-6
| 5 octobre | Italie | 3 | - | 0 | Pologne | (15-13 15-9 15-10) |

### Places 3-4
| 5 octobre | Tchécoslovaquie | 3 | - | 0 | Bulgarie | (15-13 15-10 15-7) |

### Places 1-2
| 5 octobre | Russie | 3 | - | 0 | Croatie | (15-7 15-12 15-9) |

## Classement final
| Classement         | Pays        |
| ------------------ | ----------- |
| Médaille d'or      | Russie      |
| Médaille d'argent  | Croatie     |
| Médaille de bronze | Tchéquie    |
| 4e                 | Bulgarie    |
| 5e                 | Italie      |
| 6e                 | Pologne     |
| 7e                 | Ukraine     |
| 8e                 | Lettonie    |
| 9e                 | Pays-Bas    |
| 10e                | Allemagne   |
| 11e                | Roumanie    |
| 12e                | Biélorussie |